# 因格拉姆·斯坦巴克
因格拉姆·麦克林·斯坦巴克（英語：Ingram Macklin Stainback，1883年5月12日—1961年4月12日）为美国政治人物，于1942年至1951年间担任夏威夷领地总督。不过由于珍珠港事件造成导致军事戒严的缘故，斯坦巴克在1944年之前几乎没有实权。